# Antoine Pevsner

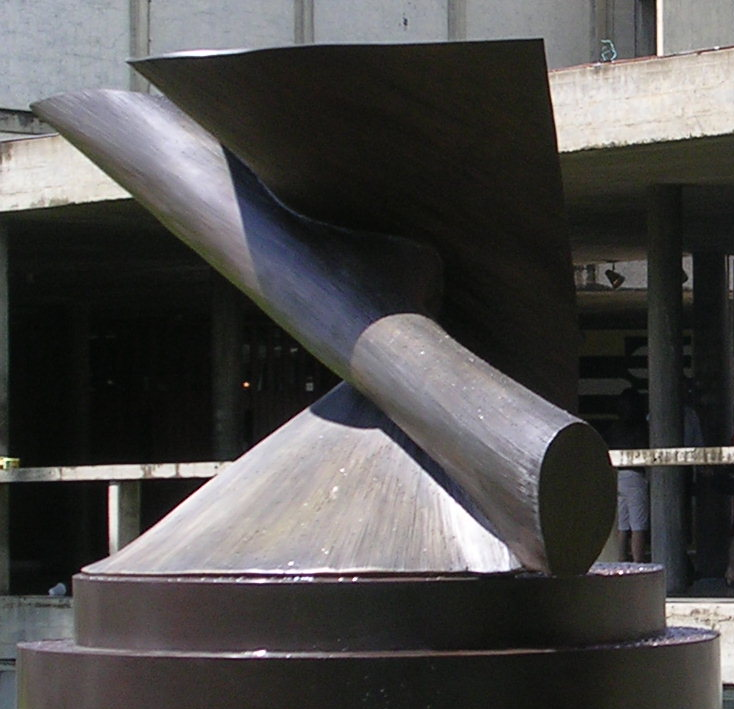
"30 degree's dynamism", obra situada a la Ciutat Universitària de Caracas.

Antoine Pevsner, en rus Anton Abramovitx Pevsner (Антон Абрамович Певзнер) (Orel, 18 de gener de 1888 - París, 12 d'abril de 1962), fou un escultor rus nacionalitzat francès, germà del també escultor Naum Gabo.
El 1911 va abandonar l'Acadèmia de Belles Arts de Sant Petersburg i viatjà cap a París. Hi va admirar el treball d'artistes com Robert Delaunay, Albert Gleizes, Jean Metzinger i Fernand Léger. En una segona visita a París el 1913, va trobar-se amb Amedeo Modigliani i Alexander Archipenko, que estimularen el seu interès cap al cubisme. El mateix any va visitar l'exposició d'Umberto Boccioni sobre construccions arquitectòniques, que l'interessà profundament.
Durant la Primera Guerra Mundial va viure a Oslo amb el seu germà. Hi desenvolupa un nou estil artístic, el constructivisme. Tornà a Rússia el 1917 i hi fa classes, amb Vassili Kandinski i Kasimir Malevitx a l'Acadèmia de Belles Arts de Moscou. El 1920, Pevsner i Gabo publiquen el Manifest Realista, on afirmen que l'art té un valor absolutament independent i una funció que desempenyorar la societat; enuncien en aquest manifest la seva idea del constructivisme, i tracten de traduir els seus conceptes d'una realitat absoluta i essencial en la realització de les seves percepcions del món, en les formes d'espai i temps. Donen forma a l'espai per mitjà de la profunditat més que pel volum, i refusen la massa com a base de l'escultura.
Obres seves estan presents a l'exposició Erste russische Kunst Ausstellung, a la galeria Van Diemen de Berlín, el 1922. L'any següent visità Berlín, on conegué Marcel Duchamp i Catherine Dreier. A partir de la seva troballa amb Duchamp, abandonà la pintura i s'abocà en l'escultura constructivista. El 1923 s'instal·là definitivament a París i obté la ciutadania francesa el 1930.
El 1926 exposà a la Little Review Gallery de Nova York. Amb el seu germà dissenyà l'escenografia per al ballet La Chatte, produït per Sergei Diaghilev. A París, els dos germans són al capdavant del grup constructivista Abstracció-Creació, un grup d'artistes que representen diverses corrents de l'art abstracte. Als anys 1930, les obres de Pevsner es mostren a Amsterdam, Basilea, Londres, Nova York i Chicago. El mateix any, la galeria René Drouin de París va organitzar una primera exposició individual. El 1948 el MOMA de Nova York va presentar l'exposició Gabo-Pevsner, i el 1952 va participar en la Chef-d'ouvres du XX Siècle, promoguda pel Museu d'Art Modern de París. El 1957 el mateix museu li va dedicar una exposició individual. El 1958 participà en la Biennal de Venècia.